# Mabel Purefoy Fitzgerald
Mabel Purefoy Fitzgerald (Preston Candover, Hampshire, Anglaterra, 3 d'agost de 1872 – Oxford, 24 d'agost de 1973) va ser una fisiòloga anglesa i patòloga clínica coneguda pel seu treball sobre la fisiologia de la respiració. Es va convertir en la segona dona membre de la Societat Americana de Fisiologia el 1913. Va treballar amb molts grans científics en una gran diversitat de camps com la patologia, la immunologia, la gastroenterologia, la fisiologia respiratòria i la neurobiologia. Va publicar un total d'onze articles sobre les seves recerques.

## Primers anys i formació
Mabel Fitzgerald va ser educada a casa, com se solia fer amb les noies de la classe alta i mitjana en la seva època. El 1895, en morir els seus pares, Mabel Fitzgerald es va traslladar a Oxford amb les seves germanes a casa de la seva àvia, una dona erudita de mentalitat il·lustrada que la va animar a estudiar medicina. Va començar de manera autodidacta l'aprenentatge de química i biologia a partir de llibres, a més d'assistir a classes a la Universitat d'Oxford entre 1896 i 1899, malgrat que llavors les dones no podien arribar a graduar-se. Va continuar els seus estudis a la Universitat de Copenhaguen, la Universitat de Cambridge i la Universitat de Nova York.

## Recerca científica
Fitzgerald va començar a treballar fent recerca amb Francis Gotch, en el departament de fisiologia a Oxford, i la Royal Society li publicà un article. Des de 1904, Fitzgerald va treballar amb John Scott Haldane mesurant la tensió del diòxid de carboni en el pulmó humà. Després d'estudiar les diferències entre persones sanes i malaltes, tots dos van continuar investigant els efectes de l'altitud en la respiració; treball pel qual són més coneguts. Les observacions de Fitzgerald sobre els efectes d'aclimatació en altura de la tensió de diòxid de carboni i hemoglobina continuen sent acceptats avui dia.
El 1907, Fitzgerald va obtenir una beca de mobilitat Rockefeller, gràcies a la qual va poder treballar a Nova York i Toronto. El 1911 va participar, juntament amb C. Gordon Douglas i molts altres científics, en una expedició a Colorado dirigida per John Scott Haldane per a investigar la respiració humana en altes altituds. Durant l'expedició era l'única dona del viatge i, tot i que no se li va permetre viatjar amb els homes, va poder fer moltes mesures mentre viatjava amb la seva mula per les ciutats mineres de Colorado i per altituds de 6000 a 12500 peus a les muntanyes. Les seves troballes en l'hemoglobina i l'aire alveolar van contribuir en gran manera al coneixement del món sobre la respiració a altituds més altes. Per confirmar els seus resultats l'estiu de 1913, a Carolina del Nord, va fer mesuraments en la respiració i la sang a un total de 43 residents adults seleccionats en tres ubicacions diferents a la cadena sud dels Apalatxes, des del nivell del mar fins a 5000 peus d'altitud.
Fitzgerald va tornar al Regne Unit el 1915 per a treballar com a patòloga clínica a la infermeria d'Edimburg, vacant a causa de la Primera Guerra Mundial. No va publicar més articles i es va mantenir al marge de la comunitat de fisiologia, fins i tot després del seu retorn a Oxford el 1930. El 1961, en el centenari del naixement de Haldane, el seu treball va ser redescobert. El 1972, als 100 anys d'edat, va rebre un grau universitari honorífic de la Universitat d'Oxford, 75 anys després d'haver assistit a classes allí. També va ser nomenada membre de la Societat de Fisiologia.

## Publicacions
Les seves publicacions es troben a la Biblioteca Bodleian.
- FitzGerald, MP; Haldane, JS «The normal alveolar carbonic acid pressure in man». The Journal of Physiology, 32, 5–6, 1905, pàg. 486–494. DOI: 10.1113/jphysiol.1905.sp001095. PMC: 1465735. PMID: 16992788.
- FitzGerald, MP «The changes in the breathing and the blood at various high altitudes». Philosophical Transactions of the Royal Society of London, 203, 294–302, 1913, pàg. 351–371. DOI: 10.1098/rstb.1913.0008.
- FitzGerald, MP «Further observations on the changes in the breathing and the blood at various high altitudes». Proceedings of the Royal Society of London, 88, 602, 1914, pàg. 248–258. Bibcode: 1914RSPSB..88..248P. DOI: 10.1098/rspb.1914.0072.